# هينريك سيدين
هينريك سيدين (بالسويدية: Henrik Sedin)‏ (و. 1980  م) هو لاعب هوكي الجليد سويدي، ولد في أورنشولدسفيك، شارك في الألعاب الأولمبية الشتوية 2006، والألعاب الأولمبية الشتوية 2010، مركز لعبه هو وسط ‏.

## جوائز
حصل على جوائز منها:
- King Clancy Memorial Trophy [الإنجليزية]‏ في 2018[4][5]
- King Clancy Memorial Trophy [الإنجليزية]‏ في 2016[4][5]
- جائزة أرت روس  [لغات أخرى]‏ في 2010[6][7]
- جائزة هارت التذكارية  [لغات أخرى]‏ في 2010[8]